# Bolboceroides capense
Bolboceroides capense är en skalbaggsart som beskrevs av Johann Christoph Friedrich Klug 1843. Bolboceroides capense ingår i släktet Bolboceroides och familjen Bolboceratidae. Inga underarter finns listade.